# Donacoscaptes fulvescens
Donacoscaptes fulvescens là một loài bướm đêm trong họ Crambidae.